# Philippe Braud (basket-ball)
Pour les articles homonymes, voir Braud et Philippe Braud.
Philippe Braud, né le 7 juin 1985 à Clermont-Ferrand, est un joueur français de basket-ball évoluant au poste d'arrière.

## Biographie
Philippe Braud est connu pour la précision de ses tirs à 3 points.

## Clubs successifs
- 2003-2010 :  Élan sportif chalonnais (Pro A)
- 2010-2012 :  Chorale Roanne Basket (Pro A)
- 2012-2017 :  Jeunesse laïque de Bourg-en-Bresse (Pro B et Pro A)
- 2017-2019 :  Stade Lorrain Université Club Nancy Basket (Pro B)

## Palmarès
- Vainqueur des Playoffs de Pro B avec la JL Bourg en 2014.
- Vainqueur de la Leaders Cup de Pro B en 2016 avec la JL Bourg.
- Champion de France de Pro B 2017 avec la JL Bourg.